# Chinolabus
Chinolabus es un género de coleópteros curculionoideos de la familia Attelabidae. Legalov describió el género en 2005. Habita en China. La especie tipo es Chinolabus ningxianus. Esta es la lista de especies que lo componen:
- Chinolabus bicolor Legalov & Liu, 2005
- Chinolabus gansuanus Legalov, 2007
- Chinolabus ningxianus Legalov & Liu, 2005